# Armas completas (heráldica)
Em heráldica, as armas completas constituem o conjunto formado pela totalidade dos elementos constituintes das armas (coloquialmente referidas como "brasão de armas") atribuídas a um determinado titular. Incluem assim, não só o respetivo escudo de armas (elemento central e indispensável das mesmas), mas também todos os elementos acessórios que estejam previstos no seu ordenamento, nomeadamente os elementos ou ornatos exteriores ao escudo.
Assim, quando completas, as armas exibem o escudo e também todos os seguintes elementos exteriores do escudo que existam:
1. Grito de guerra,
2. Timbre,
3. Coroa, coronel ou chapéu heráldico,
4. Pavilhão ou manto,
5. Virol,
6. Paquife ou mantelete,
7. Elmo,
8. Troféu,
9. Suportes, tenentes ou apoios,
10. Terrado,
11. Mote ou legenda,
12. Condecorações.

- Brasão de armas da Madeira: armas completas, incluindo escudo, timbre, elmo, virol, paquife, suportes e mote
- Brasão de armas da Madeira: armas resumidas ao seu escudo

## Grandes armas
A expressão "grandes armas" aparece ocasionalmente usada com o mesmo significado de "armas completas", por oposição a "pequenas armas" que é usada como referência a armas reduzidas a apenas alguns dos seus elementos. Esse uso é contudo incorreto em termos de terminologia heráldica, já que as duas expressões se referem, no seu sentido original, à quantidade de quarteis exibidos no escudo, no caso de armas compostas, e não à quantidade de elementos exteriores representados. Assim, nas grandes armas, o escudo exibe a totalidade dos quarteis constantes das mesmas, enquanto que, nas pequenas armas, o escudo é representado de forma resumida, limitando-se a exibir os quarteis fundamentais. Nos casos de armas que contenham muitos quarteis, podem ainda existir armas médias, exibindo mais do que os quarteis fundamentais, mas não a sua totalidade.